# Xaver Scharwenka
Franz Xaver Scharwenka (Szamotuły, 6 gennaio 1850 – Berlino, 8 dicembre 1924) è stato un pianista, compositore e docente tedesco di discendenza boema-polacca. Era il fratello di Ludwig Philipp Scharwenka (1847-1917), anch'egli un compositore ed insegnante di musica.

## Biografia
Scharwenka nacque a Samter, in Prussia (in polacco: Szamotuły, fino al 1793 e dal 1919 part della Polonia) nel 1850. I suoi antenati paterni provenivano originariamente da Praga, poi trasferiti a Francoforte sull'Oder nel 1696, probabilmente per ragioni di fede e si stabilirono da allora in poi in Samter. Suo padre, August Wilhelm, era un geniale costruttore, ma decisamente non aveva orecchio per la musica. Sua madre, nata Golisch, era una polacca etnico appartenente ad una famiglia con mezzi, che era musicalmente ben disposta e presto inculcò nei suoi figli l'amore per la musica. Sebbene abbia iniziato a suonare il pianoforte a orecchio quando aveva 3 anni, Scharwenka non iniziò gli studi di musica ufficiali fino all'età di 15 anni, quando la sua famiglia si trasferì a Berlino e si iscrisse all'Akademie der Tonkunst. Sotto Theodor Kullak le sue capacità pianistiche si svilupparono rapidamente e fece il suo debutto alla Singakademie nel 1869. Insegnò all'accademia fino al servizio militare nel 1873. Dopo il suo congedo nel 1874, Scharwenka iniziò a fare tournée come pianista da concerto. Lodato per la bellezza del suo tono, era un rinomato interprete della musica di Frédéric Chopin.
Nel 1881 Scharwenka organizzò una serie annuale di concerti da camera e da solista alla Singakademie in collaborazione con Gustav Holländer ed Heinrich Grünfeld. In ottobre fondò la sua scuola di musica a Berlino, il Conservatorio Scharwenka. Nel 1886 diresse il primo di una serie di concerti orchestrali dedicati alla musica di Hector Berlioz, Franz Liszt e Ludwig van Beethoven, continuando a fare tournée e suonando le sue opere in collaborazione con altri artisti come il direttore d'orchestra Hans Richter e il violinista Joseph Joachim. Questo triplice ruolo di pianista, compositore ed educatore occuperà Scharwenka per il resto della sua carriera.
Nel 1891 Scharwenka fece il suo primo tour in Stati Uniti. Decidendo di emigrare, aprì una filiale di New York della sua Scharwenka Music School. Nel 1893 il Conservatorio di Berlino Scharwenka fu unito al Conservatorio di Klindworth, diventando il Conservatorio Klindworth-Scharwenka e nel 1898 vi ritornò come direttore, da New York. Nel 1914, con W. Petzet, aprì una scuola di musica con un seminario per insegnanti di pianoforte. Tra i pianisti che ricevettero alcune istruzioni da lui furono José Vianna da Motta, Fridtjof Backer-Grøndahl e Selmar Janson. Il suo Methodik des Klavierspiels fu pubblicato a Lipsia nel 1907.
All'inizio del 1900 diresse il concerto di Felix Mendelssohn in Sol minore, nel quale debuttò la compositrice e pianista Marthe Servine. Scharwenka realizzò diverse registrazioni per la Columbia Records nel 1910 e 1913, incluse opere sue, così come di Chopin, Mendelssohn, Weber e Liszt: la sua interpretazioni di Fantaisie-Impromptu di Chopin (Op. Posth 66) è ammirata. Il suo modo di suonare è anche conservato sui rotoli di pianoforte di Welte-Mignon e Hupfeld, tra cui il Valzer in la bemolle Op. 42 di Chopin e la Fantasia in fa minore Op. 49, la cui interpretazione divenne famosa. Alcuni dei suoi rulli di Hupfeld sono stati anche convertiti per l'American Ampico che riproduce il piano.
Nel 1908 insieme ad Emil Frey, pianista di corte a Bucarest, dettero due concerti in onore di Elisabetta di Romania, la prima, privata, a due pianoforti, la seconda coinvolgendo tutta la sua orchestra con Emil Frey solista.
Morì a Berlino, Germania, nel 1924.

## Musica

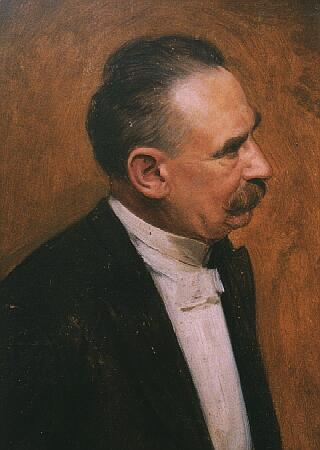
Ritratto di Anton von Werner

Le composizioni di Scharwenka comprendono un'opera (Mataswintha), una sinfonia, quattro concerti per pianoforte, musica da camera (tutti con parti per pianoforte) e numerosi pezzi per pianoforte; il suo stile al pianoforte ricorda in qualche modo Schumann e Rachmaninoff.
I quattro concerti per pianoforte sono opere importanti. Il primo, in si bemolle minore, op. 32, fu completato nel 1874 e debuttò l'anno seguente. Originariamente era stato scritto come una fantasia per piano solo, ma Scharwenka era insoddisfatto e lo rielaborò con l'orchestra in questa forma. Franz Liszt accettò la dedica e lo eseguì a Berlino. La sua prima registrazione fu fatta nel 1968 con Earl Wild e la Boston Symphony Orchestra sotto Erich Leinsdorf. Wild aveva imparato il concerto da ragazzo sotto Selmar Janson, che lo aveva studiato direttamente con il compositore. Quando Leinsdorf chiese a Wild di registrare il concerto, disse "Ho aspettato al telefono da quarant'anni che qualcuno mi chiedesse di suonare questo".
Il quarto concerto, in Fa minore, op. 82 (1908), fu presentato per la prima volta il 18 ottobre 1908 nella Beethovensaal di Berlino, con la studentessa di Scharwenka Martha Siebold come solista e il compositore stesso che dirigeva.
Le opere di Scharwenka furono trascurate per alcuni anni dopo la sua morte; tuttavia la sua "danza polacca n. 1" in mi bemolle minore op. 3, n. 1, è rimasta enormemente popolare. Dalla metà degli anni '90, tuttavia, l'interesse per la sua musica è stato riacceso e le registrazioni della maggior parte delle sue opere sono ora disponibili in commercio. La registrazione del suo quarto concerto per pianoforte interpretato da Stephen Hough con la City of Birmingham Symphony Orchestra diretta da Lawrence Foster è stata votata come Record of the Year dalla rivista musicale britannica Gramophone nel 1996. La sua sinfonia in do minore op. 60, ha ricevuto la sua prima in CD nel 2004.

## Selected works

### Concertos
- Concerto per pianoforte n. 1 in Si bemolle minore, Op. 32 (1876)
- Concerto per pianoforte n. 2 in Do minore, Op. 56 (1881)
- Concerto per pianoforte n. 3 in Do diesis minore, Op. 80 (1889)
- Concerto per pianoforte n. 4 in Fa minore, Op. 82 (1908)

### Orchestra
- Overture in Do minore, ScharWV 123 (1869)
- Andante religioso, Op. 46a/ScharWV 120, l'arrangiamento del compositore della Sonata per violoncello (1881)
- Sinfonia in Do minore, Op. 60/ScharWV 121 (1885)

### Opera
- Mataswintha, ScharWV 150 (1896), opera in 3 atti con libretto di Ernst Koppel basato su Felix Dahn

### Musica da camera
- Trio di pianoforte n. 1 in Fa diesis minore, Op. 1 (1868)
- Sonata per violino in Re minore, Op. 2 (1868)
- Quartetto di pianorte in Fa maggiore, Op. 37 (1876-1877?)
- Sonata per violoncello in Mi minore, Op. 46 (1877)
- Trio di pianoforte n. 2 in La minore, Op. 45 (1878)
- Serenade per violino e piano, Op. 70 (1895)

### Pianoforte
- 5 Danze polacche, Op. 3
- Scherzo in Sol maggiore, Op. 4
- Stories at the Piano, Op. 5
- Sonata per pianoforte n. 1 in Do diesis minore, Op. 6 (1872)
- Polonaise in Do diesis minore, Op. 12
- Barcarolle in Mi minore, Op. 14
- Impromptu in Re maggiore, Op. 17
- 2 pezzi per pianoforte, Op. 22: Novelette, Melodie
- Valse-Caprice in La maggiore, Op. 31
- Sonata per pianoforte n. 2 in Mi bemolle maggiore, Op. 36 (1878)
- Dance Suites, Op. 41
- Polonaise, Op. 42
- Danze polacche, Op. 47
- Tema e variazioni, Op. 48
- 4 Danze polacche, Op. 58: Moderato, Lento, Allegro non tanto, Moderato
- Eglantine Waltz, Op. 84
- 3 pezzi per pianoforte, Op. 86: Notturno, Serenata, Favola

## Discografia scelta
- Concerto per pianoforte n. 1 in Si bemolle minore, op. 32 interpretato da Earl Wild con la Boston Symphony Orchestra diretta da Erich Leinsdorf. Registrato nel 1969. (come LP, RCA Red Seal SB 6815.) il CD contiene anche il Concerto per pianoforte di Paderewski e la Fantasia on Themes di Balakirev di Glinka (Elan Recordings 22660).
- Concerto per pianoforte n. 1 in Si bemolle minore, op. 32 interpretato da Marc-André Hamelin con la BBC Scottish Symphony Orchestra diretta da Michael Stern. Registrato nel 2005. CD contiene anche il Concerto per pianoforte di Anton Rubinstein n. 4 (Hyperion Records n. 67508).
- Concerto per pianoforte n. 1 in Si bemolle minore, op. 32 interpretato da Seta Tanyel con la Philharmonia Orchestra diretta da Yuri Simonov. Il CD contiene anche il Concerto per pianoforte di Chopin n. 1 con la stessa orchestra diretta da Carlo Rizzi. La registrazione è stata fatta per l'ormai defunta etichetta Collins Classics (12632).
- Concerto per pianoforte n. 2 in Do minore, op. 56 interpretato da Michael Ponti con l'Hamburg Symphony Orchestra diretta da Richard Kapp. Emesso nel 1971 come LP, VOX Candide STGBY 651. Contiene anche Scherzo Op. 4, Erzählung am Klavier n. 2, op. 5, Novelette op. 22, n. 1, e Polonaise, Op 42.
- Concerto per pianoforte n. 3 in Do diesis minore, op. 80 interpretato da Seta Tanyel con la Radio Philharmonie Hannover diretta da Tadeusz Strugala. Registrato nel 1996. Il CD contiene anche il Concerto per pianoforte n. 2 (Hyperion n. 67365). Questa registrazione è una rilettura di un CD di Collins Classics.
- Concerto per pianoforte n. 4 in fa minore op. 82 interpretato da Stephen Hough con la City of Birmingham Symphony Orchestra diretta da Lawrence Foster. Registrato nel 1995. Il CD contiene anche il Concerto per pianoforte di Emil von Sauer n. 1 (Hyperion 66790).
- Concerti Completi per pianoforte suonati da Alexander Markovitch con l'Estonian National Symphony Orchestra diretta da Neeme Järvi (Chandos CHAN 10814 (2)) 2014.
- Sinfonia in do minore op. 60 (1885). Gävle Symphony Orchestra diretta da Christopher Fifield (Sterling 1060-2).